# رنگدانه زیست‌شناسی

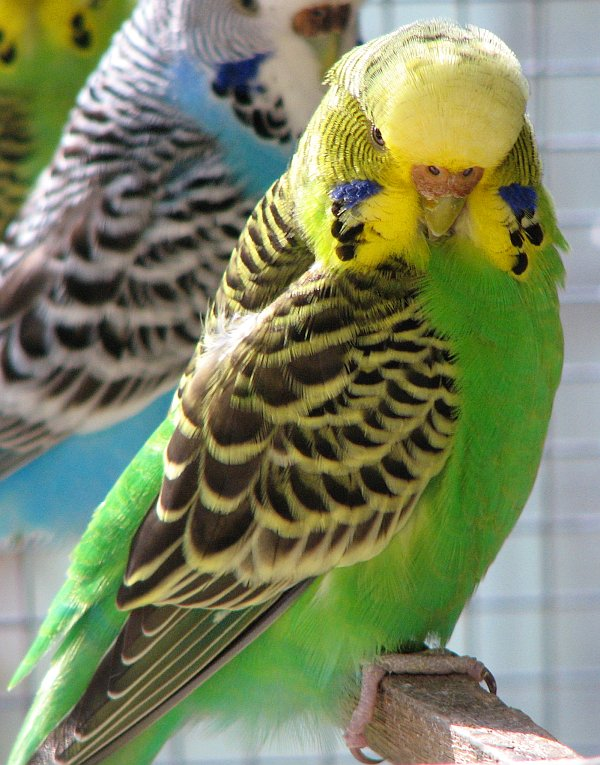
مرغ عشق رنگ زرد خود را از رنگدانه psittacofulvin و رنگ سبز خود را از ترکیب همان رنگدانه زرد و رنگ‌آمیزی ساختاری آبی می‌گیرد. پرنده آبی و سفید در پس‌زمینه بدون رنگدانه زرد است. علائم تیره روی هر دو پرنده به دلیل رنگدانه سیاه اوملانین است.

رنگدانه‌های زیست‌شناسی (به انگلیسی: Biological pigment) که به سادگی به عنوان رنگدانه یا بیوکروم نیز شناخته می‌شوند، موادی هستند که توسط جانداران زنده تولید می‌شوند که دارای رنگ ناشی از جذبش انتخابی رنگ هستند. رنگدانه‌های زیست‌شناسی شامل رنگدانه‌های گیاهی و رنگدانه‌های گل هستند. بسیاری از ساختارهای زیست‌شناسی مانند پوست، چشم‌ها، پرها، خز و مو دارای رنگدانه‌هایی مانند ملانین در سلول‌های تخصصی به نام سلول‌های رنگدانه‌ای هستند. در برخی از گونه‌ها، رنگدانه‌ها در دوره‌های بسیار طولانی در طول عمر فرد جمع می‌شوند.
رنگ رنگدانه با رنگ‌آمیزی ساختاری متفاوت است زیرا برای همه زاویه‌های دید یکسان است، در حالی که رنگ ساختاری نتیجه بازتاب انتخابی یا رنگین‌تابی است که معمولاً به دلیل ساختارهای چندلایه است. به عنوان مثال، بال‌های پروانه معمولاً دارای رنگ ساختاری هستند، اگرچه بسیاری از پروانه‌ها دارای سلول‌هایی هستند که دارای رنگدانه نیز هستند.

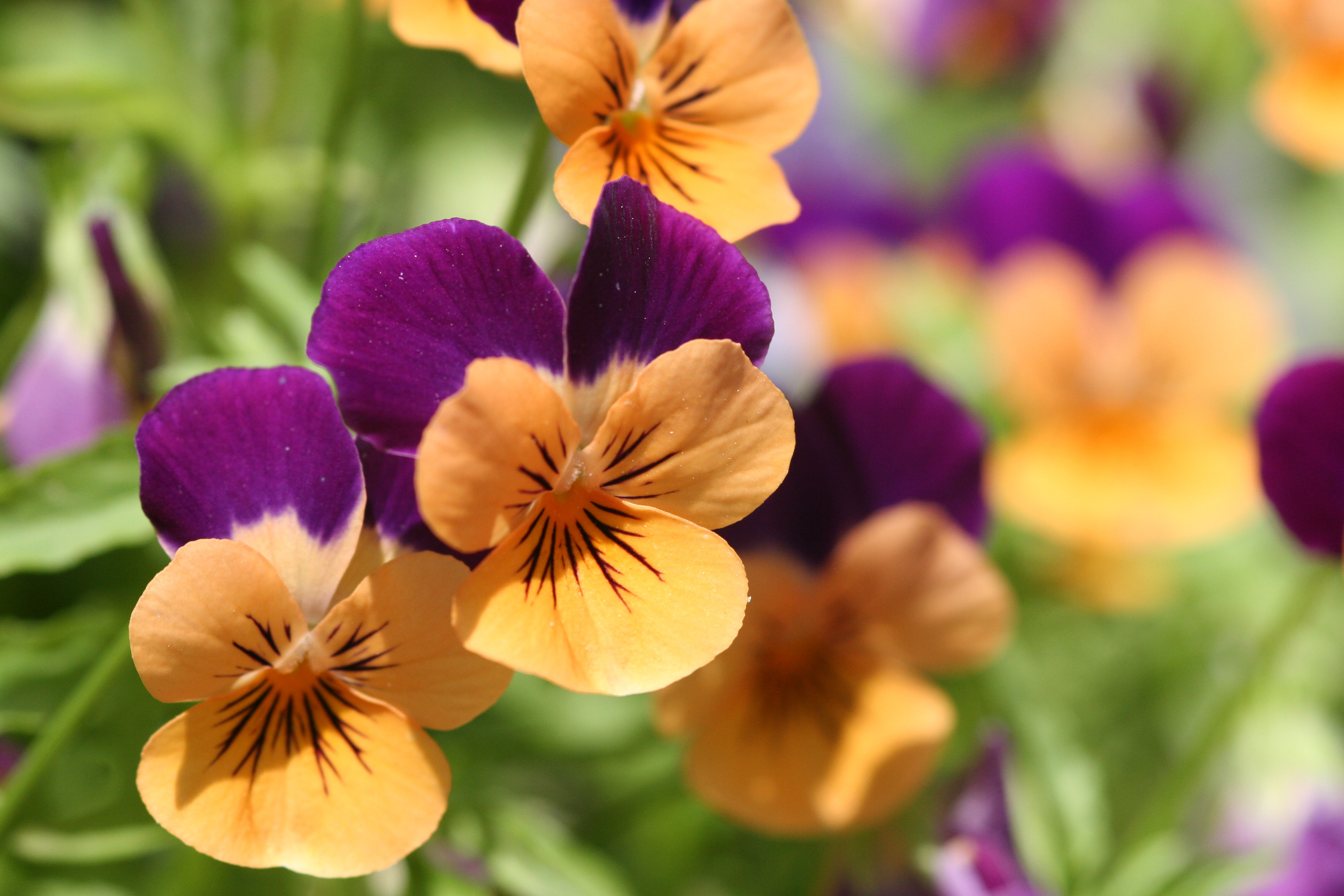
آنتوسیانین رنگدانه ارغوانی به این بنفشه دورنگ می‌دهد.

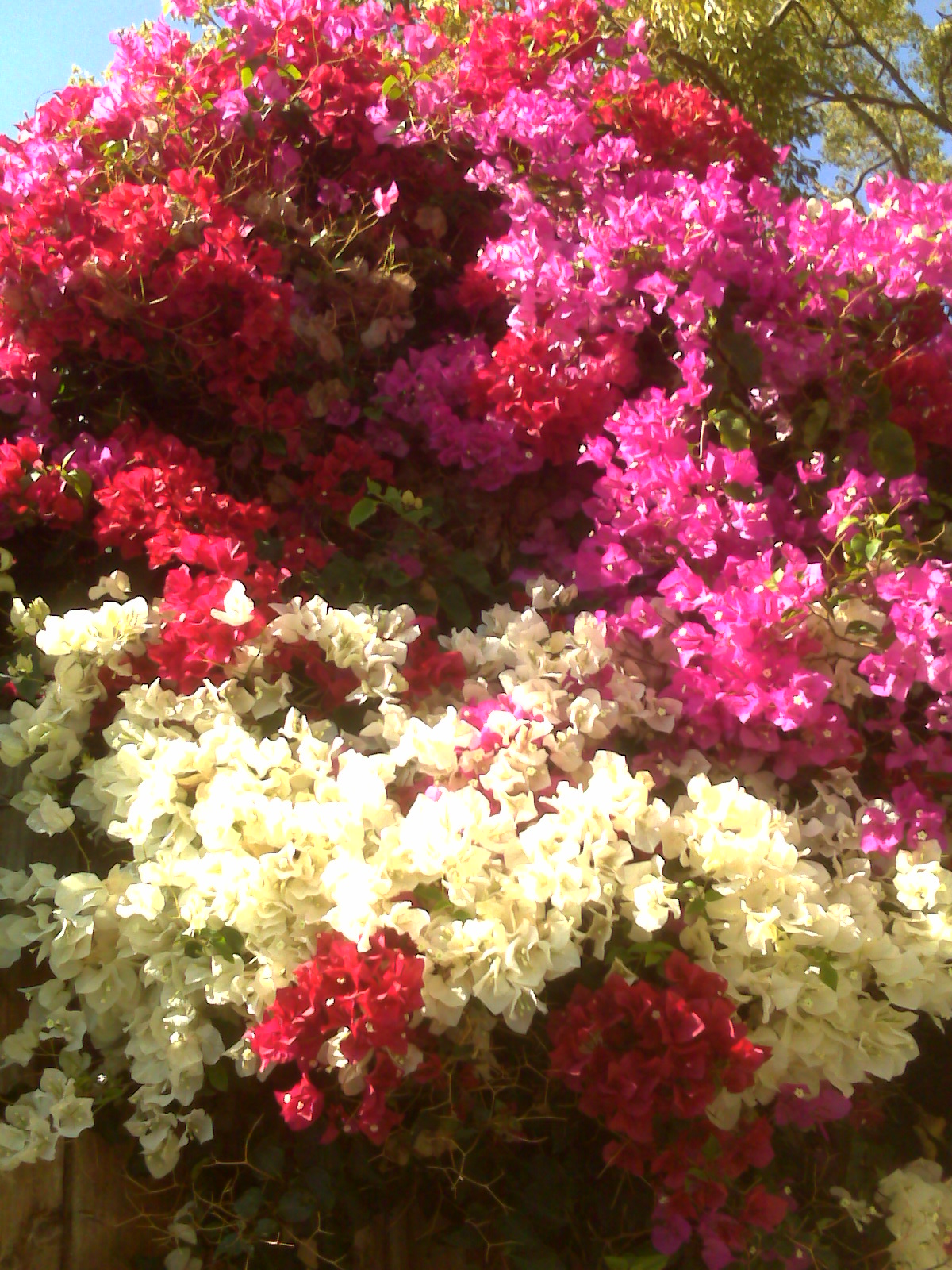
براکت‌های گل کاغذی رنگ خود را از بتالین می‌گیرند.